# Hypochrysops mirabilis
Hypochrysops mirabilis är en fjärilsart som beskrevs av Arnold Pagenstecher 1894. Hypochrysops mirabilis ingår i släktet Hypochrysops och familjen juvelvingar. Inga underarter finns listade i Catalogue of Life.